# エグジットチューンズ
エグジットチューンズ（英: EXIT TUNES）は、ポニーキャニオンが運営する日本のレコードレーベル。
かつてはクエイク株式会社（英: QUAKE INC.）の主力レーベルとして知られていたが、、2011年10月1日付で社名をレーベルと同じエグジットチューンズ株式会社（英: EXIT TUNES INC.）へ変更した。その後フジサンケイグループのレコード会社であるポニーキャニオンの完全子会社となり（フジ・メディア・ホールディングスからすれば孫会社に当たる）、販売もポニーキャニオンが行っていた（規格品番の「QW*E」はポニーキャニオン販売委託分を意味する販社コード）。
2019年7月1日付で音楽出版・作家マネジメント事業を除く全事業を親会社であるポニーキャニオンに移管し、以降レーベルは完全なポニーキャニオンの支配下となる。残った会社は社名をエグジット音楽出版株式会社へと改め、さらに2023年9月1日付で社名を株式会社EMP（英: EMP INC.）へ変更した。
音楽配信サイトによっては、クエイク以前の社名である「クエイクホールディングス株式会社」（英: QUAKE HOLDINGS INC.）を名乗る場合もある。

## 沿革
2001年6月、インターネット専業印刷屋として会社設立。社長のDJ UTOが日本テレビの『マネーの虎』で調達した資金を元に2005年にダンスミュージックレーベルとしてスタートした。
トランスをはじめとし日本国外のレーベルの楽曲ライセンスを数多く保有し、そのことから、2006年にポニーキャニオンの出資を受けメジャー流通となる。メジャー流通となるまでは洋楽が主力であったが、同時期より洋楽の販売が不振となり、アニメソングのカバーアルバム等を手がけるとともに、新しい分野を模索することになる。2008年にリリースした「キャラメルダンセン -ウッウーウマウマ（ﾟ∀ﾟ）-」は同年の日本ゴールドディスク大賞（洋楽シングル部門）を受賞した。2008年8月27日には、に・よん・なな・みゅーじっくが運営してきた音楽配信サイト「mF247」の事業譲渡に関する優先交渉権をYahoo!オークションにおいて落札し話題となったが、交渉期限の同年9月10日までに同社との交渉がまとまらず、事業譲渡は不成立に終わっている。
2009年、ポニーキャニオンが株式の50％を取得し子会社化、ポニーキャニオングループとなる。2009年以降は、EXIT TUNESボカロコンピシリーズをはじめとする「初音ミク」や「Megpoid（通称：GUMI）」を用いた楽曲や、ネット上で活躍する歌い手の楽曲を収録したアルバムを多数リリースしており、2010年5月19日発売の「EXIT TUNES PRESENTS Vocalogenesis feat.初音ミク」では、VOCALOID、あるいは音声合成ソフトを大々的に用いたCDとして、史上初となるオリコン週間ランキング1位を獲得した。その後、2011年1月19日発売の「EXIT TUNES PRESENTS Vocalonexus feat.初音ミク」もオリコン週間ランキング1位を獲得。このシリーズのヒットはをきっかけとして2011年10月にクエイクからエグジットチューンズへの社名変更を行う。
2011年12月より、「EXIT TUNES ACADEMY」通称：ETA（イー・ティー・エー）という名称のライブ・コンサートイベントを開始。インターネット上で話題のアーティストを一堂に集めて行うスタイルのイベントが話題となる。2012年5月には創立10周年を記念して、さいたまスーパーアリーナにて「EXIT TUNES ACADEMY –EXIT TUNES 10th ANNIVERSARY SPECIAL-」を開催。約17,000人の観客を集める。同年12月には自社開発のVOCALOID用音源「MAYU」も発売した。
2013年4月、前年に続きさいたまスーパーアリーナにて「EXIT TUNES ACADEMY –EXIT TUNES 11th ANNIVERSARY SPECIAL-」を開催し約18,000人の観客を動員。
2014年3月、ぐるたみんの1stアルバム「EXIT TUNES PRESENTS ぐ 〜そんなふいんきで歌ってみた〜」が、日本レコード協会によるゴールドディスクに認定。なお、動画サイトで活動する歌い手としては初のことである。
2014年4月、ポニーキャニオンの100％子会社となる。また、それに伴いDJ UTOが社長を退任し代表取締役社長が吉田周作になる。同年8月、3年連続となるさいたまスーパーアリーナにて「EXIT TUNES ACADEMY FINAL SPECIAL 2014」を開催、複数のステージからなるフェスモードにて約25,000人の過去最高観客数を動員する。同年12月31日、「EXIT TUNES ACADEMY FINAL COUNTDOWN SPECIAL 2014-2015」を東京ドームシティホールで開催。
2015年8月、「EXIT TUNES ACADEMY 日本武道館 2015」開催、約8000人を動員した。日本工学院ミュージックカレッジのサポートにより、ETA初となる「学生席」（2階スタンド席）が販売された。
2019年7月、音楽出版・作家マネジメント事業を除く全事業を親会社であるポニーキャニオンに移管し社名を「エグジット音楽出版株式会社」へと改めた。
2023年9月、社名を「株式会社EMP」へ変更。

## レーベル
- QUAKE RECORDS
- QUAKE RECORDS OTHER'S
- EXIT TUNES - 現在の主力レーベルおよび社名。
- EXIT TUNES OTHER'S
- EXIT BEATS
- GENERATOR TUNES
- DECIBEL ENTERTAINMENT
- SUB LICENCE

## ダウンロード販売の経路
- 自社販売

原則としては自社での販売。
- ポニーキャニオン経由

着うた・着うたフルのみ。一部楽曲は配信されていない。「レコチョク」と「@ポニーキャニオン」が該当。
- KARENT経由

クリプトン・フューチャー・メディアのVOCALOID楽曲配信レーベル「KARENT」を経由。主に「初音ミクモバイル（ミクモバ）」が該当。
2013年7月現在、ゆちゃP・Nem・ピノキオP・cosMo@暴走P・Dios/シグナルP・蝶々P・40mP・ひとしずく×やま△のアルバムのみとなっている事から分かる通り、初音ミクなどを用いたアルバムで使われる（ただしMegpoidのみのYMはエグジットチューンズ自社経路）。ただし、それらとは別にKARENTでの配信販売が行われている場合もある（例：YMの「十面相」、cosMo@暴走Pの「鏡音レンの暴走」、Nemの「スターマイン」等）。

## 所属アーティスト
| アーティスト名            | 読み                                 | 所属期間       | 備考                                                            |
| ------------------------- | ------------------------------------ | -------------- | --------------------------------------------------------------- |
| DJ UTO（加藤和宏）        | ディージェイウト（かとうかずひろ）   |                | 創業者、初代社長                                                |
| Ryu☆（中原龍太郎）        | リュウ（なかはらりゅうたろう）       |                | 取締役。Another Infinity → ポニーキャニオン                     |
| Starving Trancer（Xceon） | スタービングトランサー（エクシオン） |                | Another Infinity                                                |
| 森永真由美（moimoi）      | もりながまゆみ                       | 2007年〜2019年 |                                                                 |
| 亜沙                      | あさ                                 | 2013年〜2019年 | → ポニーキャニオン                                              |
| 松下                      | まつした                             | 2013年〜2019年 |                                                                 |
| luz                       | ルス                                 | 2014年〜2019年 | → ポニーキャニオン                                              |
| いかさん                  | いかさん                             | 2015年〜2019年 | 2019年より「松岡侑李（まつおかゆうり）」に改名→ポニーキャニオン |
| kradness                  | クラッドネス                         | 2015年〜2019年 | → ポニーキャニオン                                              |
| しゅーず                  | しゅーず                             | 2015年〜2019年 |                                                                 |
| かめりあ                  | かめりあ                             | 2016年〜2018年 | → ポニーキャニオン                                              |
| 宮下遊                    | みやしたゆう                         | 2016年〜2018年 | → ポニーキャニオン                                              |
| elfin'                    | エルフィン                           | 2017年〜2019年 | → ポニーキャニオン                                              |
| マジ校デストロイ          | マジこうデストロイ                   | 2018年〜2019年 |                                                                 |
| Y & Co.                   | ワイアンドコー                       | 2018年         |                                                                 |
| アソブンジャー            | アソブンジャー                       | 2018年         | ゲーム実況者ユニット                                            |
| lapix                     | ラピックス                           | 2018年         |                                                                 |
| MICHI                     | ミチ                                 | 2018年         | ポニーキャニオンより移籍                                        |
| ここなつ                  | ここなつ                             | 2018年         | コナミデジタルエンタテインメントより移籍                        |
| Prince-One                | プリンスワン                         | 2018年〜2019年 |                                                                 |
| 神田沙也加                | かんださやか                         | 2018年〜2019年 | → ミュージックレイン                                            |
| UMM.com                   | ユーエムエムドットコム               | 2019年         |                                                                 |
| サクタスケ                | サクタスケ                           | 2019年         | アニメ『ACTORS -Songs Connection-』劇中ユニット                 |
| VOCALOID3 Library MAYU    | ボーカロイドスリーライブラリマユ     | 2012年         |                                                                 |

### 過去の所属アーティスト
| アーティスト名               | 読み                           | 所属期間       | 備考                                                                                         |
| ---------------------------- | ------------------------------ | -------------- | -------------------------------------------------------------------------------------------- |
| D.H.T.                       | ディーエイチティー             | 2006年         |                                                                                              |
| Dyce                         | ダイス                         | 2006年         |                                                                                              |
| Yamboo                       | ヤマブー                       | 2006年         |                                                                                              |
| KEN THE 390                  | ケンザサンキューマル           | 2007年         | rhythm zoneに移籍                                                                            |
| Tiara                        | ティアラ                       | 2007年         | 日本クラウンに移籍                                                                           |
| PaniCrew                     | パニクルー                     | 2007年         | 日本コロムビアに移籍                                                                         |
| SEEDA                        | シーダ                         | 2007年         | P-VINE → KSR → EXIT TUNES → KSR → EMIミュージック・ジャパン                                  |
| Caramell                     | キャラメル                     | 2008年         |                                                                                              |
| N.O.-SYO                     | エヌオーエスワイオー           | 2008年         |                                                                                              |
| The Standard Club            | ザスタンダードクラブ           | 2008年〜2009年 |                                                                                              |
| TIGGERZ                      | ティガーズ                     | 2008年         |                                                                                              |
| 松澤美希                     | まつざわみき                   | 2008年         |                                                                                              |
| FRUIT                        | フルーツ                       | 2008年         |                                                                                              |
| らっぷびと                   | らっぷびと                     | 2008年         | 2009年EMIミュージック・ジャパンよりメジャーデビュー                                          |
| NORIKIYO                     | ノリキヨ                       | 2008年         | 諭吉レコードに移籍                                                                           |
| 初音みう                     | はつねみう                     | 2008年         |                                                                                              |
| Carinho                      | カリーノ                       | 2008年         |                                                                                              |
| ショーちゃん&チューちゃん    | ショーちゃんアンドチューちゃん | 2008年         |                                                                                              |
| 兵庫ゆかり                   | ひょうごゆかり                 | 2008年         |                                                                                              |
| JEWEL                        | ジュエル                       | 2009年         |                                                                                              |
| Mark'Oh                      | マークオー                     | 2010年         |                                                                                              |
| ろん                         | ろん                           | 2011年         | 2015年ワーナーミュージック・ジャパンに移籍。                                                 |
| 赤飯                         | せきはん                       | 2010年〜2013年 | バンド「オメでたい頭でなにより」を結成。                                                     |
| ぐるたみん                   | ぐるたみん                     | 2011年〜2015年 | 2015年12月21日、UNIVERSAL-Wへの移籍を発表。 2016年より、新作は同レーベルから発売されている。 |
| しゃむおん                   | しゃむおん                     | 2012年         |                                                                                              |
| そらる                       | そらる                         | 2012年         | 2018年にユニバーサル・ミュージック・ジャパンに移籍                                           |
| 灯油                         | とうゆ                         | 2012年〜2015年 | 2016年「TOUYU」に改名しユニバーサルミュージックに移籍。                                      |
| ＿(アンダーバー)             | アンダーバー                   | 2012年〜2015年 | → Subcul-rise Record → ポニーキャニオン                                                      |
| りぶ                         | りぶ                           | 2012年         | 2014年ビクターエンタテインメントに移籍                                                       |
| りょーくん                   | りょーくん                     | 2013年〜2015年 | 2015年6月23日に歌い手を引退。ユニット「Equal」として活動。                                   |
| みちゃおん                   | みちゃおん                     | 2013年         | みーちゃん×しゃむおん                                                                        |
| L.I.N.E                      | ライン                         | 2013年         | che：櫻井×HYBRID SENSE                                                                       |
| おさむらいさん               | おさむらいさん                 | 2013年         |                                                                                              |
| recog                        | レコグ                         | 2013年〜2014年 |                                                                                              |
| kors k                       | こうすけ                       | 2014年〜2015年 |                                                                                              |
| まじ娘                       | まじこ                         | 2015年〜2016年 | 「majiko」に改名しポニーキャニオンに移籍                                                     |
| kain                         | カイン                         | 2015年〜2016年 |                                                                                              |
| 妖 〜AYAKASHI〜              | アヤカシ                       | 2015年         |                                                                                              |
| Equal                        | イコール                       | 2015年〜2016年 | りょーくん・164によるユニット                                                                |
| ななひら                     | ななひら                       | 2015年         |                                                                                              |
| rairu                        | ライル                         | 2015年         | 「伊礼亮」に改名しビクターエンタテインメントに移籍。                                         |
| clear                        | クリア                         | 2015年         |                                                                                              |
| 幽閉サテライト               | ゆうへいサテライト             | 2015年         |                                                                                              |
| V.K                          | ヴィーケー                     | 2015年         |                                                                                              |
| Sou                          | ソウ                           | 2015年         | さいはてレコーズ → ユニバーサルミュージック → キングレコード                                 |
| Remo-con                     | リモコン                       | 2015年         |                                                                                              |
| 広瀬友祐                     | ひろせゆうすけ                 | 2016年         | 俳優                                                                                         |
| ぱなまん                     | ぱなまん                       | 2016年         |                                                                                              |
| EVO+                         | エボ                           | 2016年         | 2018年ポニーキャニオンに移籍                                                                 |
| B-DASH                       | ビーダッシュ                   | 2016年         | 2017年解散                                                                                   |
| 佐々木喜英                   | ささきよしひで                 | 2016年         | 俳優                                                                                         |
| めいちゃん×shack             | めいちゃんシャック             | 2016年         |                                                                                              |
| 影縫英                       | かげぬいはな                   | 2016年         |                                                                                              |
| M2U                          | エムツーユー                   | 2016年         |                                                                                              |
| 足首                         | あしくび                       | 2016年         |                                                                                              |
| しゃけみースタンガン         | しゃけみースタンガン           | 2016年         |                                                                                              |
| MAD=KAN（窓付き＠×かんせる） | マドカン                       | 2016年         |                                                                                              |
| SOUND HOLIC                  | サウンドホリック               | 2016年         |                                                                                              |
| ヒゲドライバー               | ヒゲドライバー                 | 2016年〜2017年 |                                                                                              |
| くろくも                     | くろくも                       | 2016年〜2017年 |                                                                                              |
| めいちゃん                   | めいちゃん                     | 2017年         |                                                                                              |
| 腹話                         | ふくわ                         | 2017年         |                                                                                              |
| Da-little                    | ダリル                         | 2017年         |                                                                                              |
| BlackY                       | ブラッキー                     | 2017年         | ポニーキャニオンに移籍                                                                       |
| Yooh                         | ユー                           | 2017年         |                                                                                              |
| MEDICODE                     | メディコード                   | 2017年         |                                                                                              |
| DRINK ME                     | ドリンクミー                   | 2017年         |                                                                                              |

### VOCALOID楽曲の制作者
| アーティスト名         | 読み                             | 所属期間       | 備考                                                                                |
| ---------------------- | -------------------------------- | -------------- | ----------------------------------------------------------------------------------- |
| デッドボールP          | デッドボールピー                 | 2009年、2014年 |                                                                                     |
| ラマーズP              | ラマーズピー                     | 2009年         |                                                                                     |
| azuma                  | アズマ                           | 2009年         |                                                                                     |
| 164                    | いちろくよん                     | 2009年〜現在   |                                                                                     |
| 40mP                   | よんじゅうめーとるピー           | 2010年〜2013年 | 2015年に「イナメトオル」に改名してNBCユニバーサル・エンターテイメントジャパンに移籍 |
| cosMo@暴走P            | コスモアットぼうそうピー         | 2010年〜2015年 |                                                                                     |
| mothy_悪ノP            | モッチーあくノピー               | 2010年         | 2015年にワーナーミュージック・ジャパンに移籍                                        |
| Dios/シグナルP         | ディオスシグナルピー             | 2011年         |                                                                                     |
| 蝶々P                  | ちょうちょうピー                 | 2011年〜2014年 | 2017年に「一之瀬ユウ」名義でユニバーサルミュージックに移籍                          |
| otetsu                 | オテツ                           | 2012年         |                                                                                     |
| daniwellP              | ダニエルピー                     | 2012年         |                                                                                     |
| YM                     | ワイエム                         | 2012年〜2014年 |                                                                                     |
| SCL Project            | エルシーエルプロジェクト         | 2012年         | natsuPを中心に結成したプロジェクト                                                  |
| ゆちゃP                | ゆちゃピー                       | 2012年         |                                                                                     |
| Nem                    | ネム                             | 2012年〜2015年 |                                                                                     |
| CLΦSH                  | クロッシュ                       | 2012年         | 囚人P×96猫                                                                          |
| ピノキオP              | ピノキオピー                     | 2012年         | 2014年に「ピノキオピー」に改名しU/M/A/Aに移籍。                                     |
| ひとしずく×やま△       | ひとしずくかけるやまさんかっけー | 2012年         | 2015年にワーナーミュージック・ジャパンに移籍                                        |
| Neru                   | ネル                             | 2013年         | 2015年にNBCユニバーサル・エンターテイメントジャパンに移籍。                         |
| みきとP                | みきとピー                       | 2013年〜2015年 |                                                                                     |
| うたたP                | うたたピー                       | 2013年         |                                                                                     |
| ジミーサムP            | ジミーサムピー                   | 2013年〜2014年 |                                                                                     |
| トラボルタ             | トラボルタ                       | 2013年         |                                                                                     |
| Last Note.             | ラストノート                     | 2013年         | 2015年にソニー・ミュージックレコーズに移籍                                          |
| keeno                  | キーノ                           | 2013年         | 2015年にワーナーミュージック・ジャパンに移籍                                        |
| 亜沙                   | あさ                             | 2013年〜現在   | 和楽器バンドのベーシスト                                                            |
| buzzG                  | バズジー                         | 2013年         | ビクターエンタテインメントから移籍                                                  |
| ふわりP                | ふわりピー                       | 2014年         |                                                                                     |
| ラムネ (村人P)         | ラムネむらびとピー               | 2014年         |                                                                                     |
| じっぷす               | じっぷす                         | 2014年〜2015年 | 「ぷす」に改名し、無所属で活動中。                                                  |
| WONDERFUL★OPPORTUNITY! | ワンダフルオポチュニティ         | 2015年         |                                                                                     |
| かいりきベア           | かいりきベア                     | 2015年         |                                                                                     |

## 雑誌連載
- EXIT TUNESプレゼンツ 週刊3D 出口はドコだ!? (週刊少年チャンピオン)

## Webラジオ
EXIT TUNES PRESENTS ラジオ半熟少女
2014年11月11日から2015年2月17日までHiBiKi Radio Stationにて配信されていたWebラジオ番組。隔週火曜日更新。パーソナリティはM・A・O、松井恵理子。

## 作品

### アニメ作品
- ゆゆ式
- 南鎌倉高校女子自転車部
- 異世界はスマートフォンとともに。
- Cutie Honey Universe
- ニル・アドミラリの天秤
- あかねさす少女
- 臨死!!江古田ちゃん
- ACTORS -Songs Connection-

### 家庭用ゲーム
- 俺達の世界わ終っている。

## ライブ
| 日付               | タイトル                                                                           | 出演者 |
| 2012年             | 2012年                                                                             | 2012年 |
| ------------------ | ---------------------------------------------------------------------------------- | --- |
| 05月06日           | EXIT TUNES ACADEMY -EXIT TUNES 10th ANNIVERSARY SPECIAL-                           | 164 / 40mP / amu / Another Infinity Feat. Mayumi Morinaga / CLΦSH / cosMo@暴走P / Dios / シグナルP / DJ UTO / Nem / Neru / YM / ＿＿（アンダーバー） / ぐるたみん / しゃむおん / そらる / シャノ / デッドボールP / 幽閉サテライト / 灯油 / 自身さんと一緒 / 蝶々P / 赤飯 |
| 06月24日           | EXIT TUNES ACADEMY@0624 Zepp Tokyo                                                 | ぐるたみん / しゃむおん / 赤飯 / Another Infinity / Mayumi Morinaga / ＿＿（アンダーバー） |
| 08月20日           | EXIT TUNES ACADEMY@0820 Zepp Sapporo                                               | ぐるたみん / しゃむおん / デッドボールP / 灯油 / 赤飯 / 164 / Another Infinity Feat. Mayumi Morinaga / DJ UTO / Nem / ＿＿（アンダーバー） |
| 08月29日           | EXIT TUNES ACADEMY@0829 Zepp Fukuoka                                               | ぐるたみん / そらる / デッドボールP / 灯油 / 赤飯 / 164 / Another Infinity Feat. Mayumi Morinaga / DJ UTO / Nem / ＿＿（アンダーバー） / まふまふ / りょーくん / みきとP / luz / まじ娘 |
| 08月31日           | EXIT TUNES ACADEMY OSAKA                                                           | ぐるたみん / しゃむおん / そらる / りぶ / 灯油 / 赤飯 / 鬱P / 164 / Another Infinity Feat. Mayumi Morinaga / Nem / ＿＿（アンダーバー） |
| 10月07日           | EXIT TUNES ACADEMY@1007 新木場STUDIO COAST ～神曲を歌ってみた6 Release Party～     | おさむらいさん / ぐるたみん / しゃむおん / そらる / みきとP / りょーくん / 松下 / 灯油 / 赤飯 / 164 / Another Infinity Feat. Mayumi Morinaga / DJ UTO / YM / ＿＿（アンダーバー） |
| 12月09日           | EXIT TUNES ACADEMY@1209 Namba Hacth                                                | 164 / Another Infinity Feat. Mayumi Morinaga / DJ UTO / Nem / YM / ＿＿（アンダーバー） / ぐるたみん / しゃむおん / そらる / まふまふ / みきとP / りょーくん / スズム / デッドボールP / 灯油 / 赤飯 |
| 12月16日           | EXIT TUNES ACADEMY@1216 Zepp DiverCity ～イケメンボイスパラダイス5 Release Party～ | ぐるたみん / しゃむおん / そらる / まふまふ / みきとP / りょーくん / スズム / デッドボールP / 伊東歌詞太郎 / 灯油 / 赤飯 / 164 / Nem / YM / ＿＿（アンダーバー） |
| 12月31日           | EXIT TUNES ACADEMY OSAKA 2013 COUNT DOWN SPECIAL                                   | ぐるたみん / しゃむおん / そらる / まふまふ / みきとP / りょーくん / スズム / デッドボールP / 伊東歌詞太郎 / 松下 / 灯油 / 蝶々P / 赤飯 / 164 / Another Infinity Feat. Mayumi Morinaga / DJ UTO / YM / ＿＿（アンダーバー） |
| 2013年             |                                                                                    | |
| 01月19日           | EXIT TUNES ACADEMY@0119 Zepp Nagoya                                                | おさむらいさん / ぐるたみん / しゃむおん / そらる / まふまふ / みきとP / りょーくん / スズム / デッドボールP / 松下 / 灯油 / 赤飯 / 164 / Another Infinity Feat. Mayumi Morinaga / DJ UTO / YM / ＿＿（アンダーバー） |
| 01月27日           | EXIT TUNES ACADEMY@0127 Zepp Tokyo                                                 | ぐるたみん / しゃむおん / そらる / ふわりP / まふまふ / みきとP / スズム / デッドボールP / 灯油 / 蝶々P / 赤飯 / 164 / Another Infinity Feat. Mayumi Morinaga / cosMo@暴走P / DJ UTO / Neru / YM / ＿＿（アンダーバー） |
| 02月17日           | EXIT TUNES ACADEMY@0217 Zepp Tokyo                                                 | ぐるたみん / しゃむおん / そらる / まふまふ / みきとP / スズム / デッドボールP / 松下 / 灯油 / 赤飯 / 164 / Another Infinity Feat. Mayumi Morinaga / cosMo@暴走P / DJ UTO / Neru / YM / ＿＿（アンダーバー） |
| 03月10日           | EXIT TUNES ACADEMY@0310 ZeppSapporo                                                | ぐるたみん / しゃむおん / そらる / みきとP / スズム / デッドボールP / 松下 / 灯油 / 赤飯 / 164 / DJ UTO / Starving Trancer Feat. Mayumi Morinaga / YM / ＿＿（アンダーバー） |
| 04月07日           | EXIT TUNES ACADEMY -EXIT TUNES 11th ANNIVERSARY SPECIAL-                           | おさむらいさん / ぐるたみん / しゃむおん / そらる / ふわりP / みきとP / みーちゃん / ゆちゃP / りょーくん / シャノ / スズム / デッドボールP / 亜沙 / 幽閉サテライト / 松下 / 灯油 / 蝶々P / 赤飯 / 164 / 40mP / add9（ヘリP） / cosMo@暴走P / DJ UTO / Nem / Starving Trancer Feat. Mayumi Morinaga / YM / ＿＿（アンダーバー） |
| 04月29日           | EXIT TUNES ACADEMY GOLDENWEEK ZEPP TOUR 2013                                       | ぐるたみん / しゃむおん / そらる / ふわりP / みきとP / りょーくん / スズム / デッドボールP / 亜沙 / 松下 / 灯油 / 赤飯 / 164 / DJ UTO / Starving Trancer Feat. Mayumi Morinaga / YM / ＿＿（アンダーバー） |
| 05月04日           | EXIT TUNES ACADEMY＠Zepp Fukuoka                                                   | ぐるたみん / しゃむおん / そらる / ふわりP / みきとP / りょーくん / スズム / デッドボールP / 亜沙 / 松下 / 灯油 / 赤飯 / 164 / DJ UTO / Starving Trancer Feat. Mayumi Morinaga / YM / ＿＿（アンダーバー） |
| 05月10日           | EXIT TUNES ACADEMY＠Zepp Nagoya                                                    | ぐるたみん / しゃむおん / そらる / ふわりP / みきとP / りょーくん / スズム / デッドボールP / 亜沙 / 松下 / 灯油 / 赤飯 / 164 / cosMo@暴走P / DJ UTO / Starving Trancer Feat. Mayumi Morinaga / YM / ＿＿（アンダーバー） |
| 05月11日           | EXIT TUNES ACADEMY＠Zepp Namba                                                     | ぐるたみん / しゃむおん / そらる / みきとP / りょーくん / スズム / デッドボールP / 亜沙 / 松下 / 灯油 / 赤飯 / 164 / DJ UTO / Starving Trancer Feat. Mayumi Morinaga / YM / ＿＿（アンダーバー） |
| 05月19日           | EXIT TUNES ACADEMY＠Zepp Tokyo                                                     | ぐるたみん / しゃむおん / そらる / ふわりP / みきとP / りょーくん / スズム / デッドボールP / 亜沙 / 松下 / 灯油 / 赤飯 / 164 / DJ UTO / Starving Trancer Feat. Mayumi Morinaga / YM / ＿＿（アンダーバー） |
| 07月28日〜08月18日 | EXIT TUNES ACADEMY SUMMER TOUR 2013                                                | add9（ヘリP） / YM / ＿＿（アンダーバー） / ぐるたみん / しゃむおん / ふわりP / りょーくん / デッドボールP / 亜沙 / 松下 / 灯油 / 赤飯 / 164 / DJ UTO / みきとP / スズム / Starving Trancer Feat. Mayumi Morinaga / Starving Trancer (Another Infinity) feat. Mayumi Morinaga / おさむらいさん / ジミーサムP |
| 12月15日〜12月23日 | EXIT TUNES ACADEMY WINTER TOUR 2013                                                | ぐるたみん / しゃむおん / じんけ / ふわりP / みきとP / りょーくん / ジミーサムP / スズム / デッドボールP / 亜沙 / 松下 / 灯油 / 蝶々P / 赤飯 / 164 / add9（ヘリP） / DJ UTO / kain / Starving Trancer Feat. Mayumi Morinaga / YM / ＿＿（アンダーバー） |
| 12月31日           | EXIT TUNES ACADEMY                                                                 | おさむらいさん / ぐるたみん / しゃむおん / ふわりP / まじ娘 / みきとP / りょーくん / ジミーサムP / デッドボールP / 亜沙 / 松下 / 灯油 / 蝶々P / 赤飯 / 164 / add9（ヘリP） / buzzG / DJ UTO / kain / recog / Starving Trancer Feat. Mayumi Morinaga / un:c / YM |
| 2014年             |                                                                                    | |
| 02月09日〜02月15日 | EXIT TUNES ACADEMY 1st TOUR 2014                                                   | 164 / kain / kradness / luz / S!N / まじ娘 / ゆめこ / りょーくん / 亜沙 / 夏代孝明 / 松下 / いかさん |
| 03月21日〜04月22日 | EXIT TUNES ACADEMY SPRING TOUR 2014                                                | 164 / add9（ヘリP） / luz / Nem / Starving Trancer Feat. Mayumi Morinaga / YM / ぐるたみん / ふわりP / みきとP / りょーくん / デッドボールP / 亜沙 / 松下 / 灯油 / 蝶々P |
| 05月18日           | EXIT TUNES ACADEMY@0518静岡市民文化会館 ～富士山世界遺産登録記念イベント～         | 164 / kain / kradness / luz / recog / S!N / ぐるたみん / まじ娘 / みきとP / りょーくん / ジミーサムP / 夏代孝明 / 松下 / 灯油 |
| 08月03日           | EXIT TUNES ACADEMY FINAL SPECIAL 2014 @さいたまスーパーアリーナ                    | +α / 164 / 96猫 / add9 (ヘリP) / buzzG / clear / DJ UTO / HoneyWorks / kain / kors k / kradness / luz / Mayumi Morinaga / Nem / nero / P-P / Ryu / S!N / Starving Trancer Feat. Mayumi Morinaga / un:c / Xceon / YM / ＿＿（アンダーバー） / いかさん / えふやん / かいりきベア / ぐるたみん / しゃけとりくまごろう / じっぷす / そらる / たま & やっぴ～ / ふわりP ...etc |
| 08月16日〜08月31日 | EXIT TUNES ACADEMY SUMMER TOUR 2014                                                | 164 / luz / ぐるたみん / じっぷす / まじ娘 / みきとP / りょーくん / ジミーサムP / スズム / 灯油 / 蝶々P / 赤飯 / そらる / まふまふ / add9（ヘリP） / EXIT TUNES / Nem / YM / ふわりP / デッドボールP / 亜沙 / 松下 |
| 11月01日           | EXIT TUNES ACADEMY@1101 静岡市民文化会館 静岡朝日テレビ開局35+1周年記念            | ぐるたみん / まじ娘 / みきとP / りょーくん / ジミーサムP / スズム / 松下 / 灯油 / 蝶々P / 164 / kradness / luz / S!N / ＿＿（アンダーバー） |
| 11月03日           | EXIT TUNES ACADEMY 2014 広島～HOME開局45-1周年記念ライブ～                         | ぐるたみん / まじ娘 / みきとP / りょーくん / ジミーサムP / スズム / 灯油 / 蝶々P / 164 / luz / ＿＿（アンダーバー） |
| 11月16日           | LIVE PLUS+EXTRA ～EXIT TUNES ACADEMY 2014 in 調布～                                | 松下 / 灯油 / 蝶々P / luz / ＿＿（アンダーバー） / kradness / レフティモンスター / みきとP / まじ娘 / ぐるたみん |
| 12月20日           | EXIT TUNES DANCE PARTY                                                             | cosMo@暴走P / Dai. / kors k / L.E.D. / Mayumi Morinaga / Prim / Ryu |
| 12月20日           | Act Against AIDS 2014 in 新潟LOTS～EXIT TUNES ACADEMY～                            | ぐるたみん / みきとP / 松下 / 灯油 / luz / ＿＿（アンダーバー） |
| 12月31日           | EXIT TUNES ACADEMY FINAL COUNTDOWN SPECIAL 2014-2015                               | 亜沙 / add9（ヘリP） / ＿＿（アンダーバー） / いかさん / 164 / kradness / ぐるたみん / じっぷす / 蝶々P / 灯油 / Nem / ふわりP / まじ娘 / 松下 / Mayumi Morinaga / みきとP / らいる / luz / kain / ジミーサムP / YM |
| 2015年             |                                                                                    | |
| 05月10日           | EXIT TUNES XTREAM PARTY                                                            | 灯油 / 銅兵 / PCF |
| 08月20日           | EXIT TUNES ACADEMY日本武道館2015                                                   | いかさん / しゅーず / じっぷす / ふわりP / まじ娘 / みきとP / ワンダフル☆オポチュニティ! / 亜沙 / 妖～AYAKASHI～ / 松下 / 灯油 / 蝶々P / 164 / kain / Sou / YM / luz / kradness / +α/あるふぁきゅん。/ clear / 小野友樹 / 佐藤拓也 / アルスマグナ / un:c / __ (アンダーバー) / 卓球少年 / recog / 赤飯 / れるりり / リアルアキバボーイズ / うらさか / PCF / みやかわくん / HoneyWorks / ANDRIVEBOiz / ロッコル / アニソンディスコ / ピコ / くもくも |
| 11月07日           | EXIT TUNES ACADEMY UNDOKAI 2015 ～秋の大運動会～                                   | AiZe / ＿＿（アンダーバー） / いかさん / 164 / kain / kradness / けったろ / じっぷす / 赤飯 / そらる / 蝶々P / ピコ / ふわりP / ぽこた / まじ娘 / 松下 / みーちゃん / みうめ / むすめん。(白服、あおい、気まぐれプリンス、とみたけ、二番煎じ、フォーゲル、ぜあらる。、にーちゃん） / rairu / luz / ロッコル / わんく / 古坂大魔王（総合司会） |
| 2016年             |                                                                                    | |
| 03月05日           | EXIT TUNES DANCE PARTY 2016                                                        | beatnation / beatnation RHYZE / BEMANI / SDVX Floor / DAI / Mayumi Morinaga / Prim / Starving Trancer / Xceon / YOSSY |
| 03月05日〜05月22日 | EXIT TUNES ACADEMY HALL TOUR 2016                                                  | ＋α／あるふぁきゅん。/ ＿＿（アンダーバー） / いかさん / Eve / kradness / くろくも / ピコ / まじ娘 / 松下 / rairu / luz / ロッコル / 天月-あまつき- / めいちゃん / うらさか（うらたぬき・あほの坂田） / Sou / めありー / アルスマグナ / むすめん。/ あらき / kain / 164 / 赤飯 |
| 07月16日〜08月04日 | ETA LIVE HOUSE TOUR 2016 -SUMMER-                                                  | kain / いかさん / めいちゃん / ロッコル / 窓付き@ / かんせる / shack / あげいん |
| 10月10日           | EXIT TUNES ACADEMY HALLOWEEN PARTY 2016                                            | *ChocoLate Bomb!! / ＿＿（アンダーバー） / いかさん / kradness / 赤飯 / ピコ / 松下 / まじ娘 / luz / ぷす / ＋α／あるふぁきゅん。/ めいちゃん / shack / あらき / ロッコル / くろくも / nero / kain / まじ娘 / むすめん。/ 窓付き＠ / しゃけみー / スタンガン |
| 10月15日           | EXIT TUNES ACADEMY UNDOKAI 2016 ～秋の大運動会～                                   | 赤飯 / あげいん / いかさん / kain / コニー / 志麻 / しゃけみー / shack / スタンガン / *ChocoLate Bomb!!（ぱんめん / ゆじまる） / となりの坂田。/ めいちゃん / ぷす / ピコ / むすめん。（あおい / 気まぐれプリンス / フォーゲル / にーちゃん / ノックソ） / ＿＿（アンダーバー） / あらき / 鎖音プロジェクト（ラブマツ / おがくず） / kradness / つかさし / ふわりP / 松下 / みーちゃん / むすめん。（白服 / とみたけ / 二番煎じ / ぜあらる。/ 野崎弁当） / Love Desire（sakuya。/ とら* / としやん） / luz / ロッコル / わんく / 総合司会：杉山裕之・谷田部俊 |
| 2017年             |                                                                                    | |
| 06月04日〜06月25日 | EXIT TUNES ACADEMY TOUR 2017 -RAINBOW-                                             | luz / Sou / あらき / いかさん / くろくも / この子 / ピコ / InvaderT / ぷす / うらたぬき / MeseMoa. |
| 11月11日           | EXIT TUNES ACADEMY UNDOKAI 2017～秋の大運動会～                                    | あらき / いかさん / うらたぬき / kain / コニー / 志麻 / しゃけみー / shack / スタンガン / 赤飯 / *ChocoLate Bomb!!（ゆじまる、れお） / ピコ / ぷす / めいちゃん / MeseMoa.（あおい、野崎弁当、ノックソ、フォーゲル） / ＿＿（アンダーバー） / *ChocoLate Bomb!!（え～すけ、たっくん、ぱんめん） / ふわりP / 松下 / MeseMoa.（気まぐれプリンス、とみたけ、にーちゃん、二番煎じ） / Love Desire（sakuya。、kenty、としやん、とら*） / ROOT FIVE（石城結真、駒沢浩人、藤谷慶太朗） / luz / YM / わんく                                                           |
| 2018年             |                                                                                    | |
| 01月20日〜01月28日 | EXIT TUNES ACADEMY TOUR 2018 -WINTER-                                              | いかさん / kain / この子 / ぷす / めいちゃん / しゃけみー / スタンガン |
| 10月20日〜11月10日 | EXIT TUNES ACADEMY UNDOKAI 2018 ～秋の大運動会～                                   | あげいん / あらき / いかさん / いりぽん先生 / うらたぬき、志麻（浦島坂田船）/ kain / 仮面ライアー217 / 気まぐれプリンス / KOOL / kradness / Gero / コニ― / 3部 / しゃけみー / shack / ズズ / スタンガン / たっくん、タラチオ / *ChocoLate Bomb!! / 渚こうた / なるき / パンダドラゴン / ぱんめん / ピコ / ぷす / 松下 / めいちゃん / MeseMoa. luz / LoveDesire / Rim / Ry☆ / ROOT FIVE / わんく |
| 2019年             |                                                                                    | |
| 10月13日〜10月27日 | EXIT TUNES ACADEMY FINAL TOUR 2019 -SAYONARA ETA-                                  | FantasticYouth（LowFat×おん湯） / majiko×みきとP / Royal Scandal（luz×奏音69） / ぷす×礼衣 / りょーくん×NORISTRY / Akisame（buzzG×夏代孝明） / MeseMoa. / n:c×kradness / un:c×kradness / いかさん×kain |